# Gloria Meng
Gloria Meng (chiń. trad. 何靜珊; pinyin Hé Jìngshān) – tajwańska brydżystka z tytułem World Life Master w kategorii Kobiet (WBF).

## Wyniki brydżowe

### Olimpiady
Na olimpiadach uzyskała następujące rezultaty:
| Olimpiady brydżowe. Zawody teamów | Olimpiady brydżowe. Zawody teamów | Olimpiady brydżowe. Zawody teamów | Olimpiady brydżowe. Zawody teamów | Olimpiady brydżowe. Zawody teamów | Olimpiady brydżowe. Zawody teamów |
| Rok                               | Miejsce                           | Zawody                            | Kategoria                         | Drużyna                           | Pozycja                           |
| --------------------------------- | --------------------------------- | --------------------------------- | --------------------------------- | --------------------------------- | --------------------------------- |
| 2012                              | Lille                             | 2 Olimpiada Sportów Umysłowych    | Kobiety                           | Chinese Taipei                    | 22                                |
| 2008                              | Pekin                             | 1. Olimpiada Sportów Umysłowych   | Seniorzy                          | Chinese Taipei                    | 9                                 |

### Zawody światowe
W światowych zawodach zdobyła następujące lokaty:
| Mistrzostwa Świata. Konkurencja teamów | Mistrzostwa Świata. Konkurencja teamów | Mistrzostwa Świata. Konkurencja teamów | Mistrzostwa Świata. Konkurencja teamów | Mistrzostwa Świata. Konkurencja teamów | Mistrzostwa Świata. Konkurencja teamów |
| Rok                                    | Miejsce                                | Zawody                                 | Kategoria                              | Drużyna                                | Pozycja                                |
| -------------------------------------- | -------------------------------------- | -------------------------------------- | -------------------------------------- | -------------------------------------- | -------------------------------------- |
| 2008                                   | Pekin                                  | 1. Olimpiada Sportów Umysłowych        | Miksty                                 | Yeh Bros                               | 1                                      |
| 2007                                   | Szanghaj                               | 38. Mistrzostwa Świata Teamów          | Trans                                  | Chinese Taipei Ladies                  | 61                                     |

## Klasyfikacja
- Gloria Meng – klasyfikacja WBF (ang.)